# Hypomartyria micropteroides
Hypomartyria micropteroides es una especie de la polilla de la familia Micropterigidae. Fue descrita por Kristensen & Nielsen en 1982. Se conoce de la provincia de  Osorno, Chile.